# 笑福亭呂好
笑福亭 呂好（しょうふくてい ろこう、1980年9月17日 - ）は、兵庫県宝塚市出身の落語家。 本名は間 真次。出生名は阪上 真次。個人事務所はオフィスハザマ。

## 概要
父は元宝塚市長の阪上善秀。5人兄弟（姉、兄、本人、弟、弟）。兄は劇団いちびり一家代表の阪上洋光。第4子の弟の桑原健三郎は宝塚市議会議員。
柳川高等学校卒業（サッカー留学）、佛教大学文学部仏教学科中退。
2007年、兵庫県議会議員選挙宝塚市選挙区に立候補し、落選。
2008年4月1日に笑福亭呂鶴に入門。上方落語協会会員。
既婚者。キャッチフレーズおよび高座での開口一番は「女風呂の呂に、好きと書いて呂好です。」と挨拶するのがお約束。

## 受賞歴
- 2024年6月　第10回上方落語若手噺家グランプリ 準優勝[6]